# François Cartaud de La Vilate
Pour les articles homonymes, voir Villatte.
François Cartaud de la Vilate, né à Aubusson (Creuse) vers 1700 et mort à Paris en avril 1737, est un ecclésiastique et homme de lettres français.

## Biographie
On ignore à peu près tout de sa vie hormis le fait qu'il fut chanoine d'Aubusson et qu'il mourut jeune après avoir composé deux ouvrages où s'exprime son goût pour les opinions paradoxales.
Ses Pensées critiques sur les mathématiques se composent de sept sections dans lesquels il nie la valeur des mathématiques. L'avant-dernier chapitre tente ainsi de discréditer les nouvelles méthodes de calcul infinitésimal mises au point par Guillaume François Antoine de l'Hôpital et Pierre Varignon.
Dans son Essai historique et philosophique sur le goût, il étudie les variations sur le goût à travers les siècles et les nations et s'efforce de dégager les lois du Beau. Il touche à tout : morale, mœurs, religion, arts, médecine, lettres. On y trouve des tirades éloquentes contre le despotisme et la superstition. Helvétius, Palissot, Grimm, d'Argens, Voltaire ont fait référence à cet ouvrage. Certaines considérations concernent le vin : les mœurs de table des anciens y sont évoqués avec des remarques sur la volupté en général, les Sybarites, la délicatesse des mets, les coutumes étranges des festins, Apicius, Lucullus, Néron, les grands festins de la Rome de la décadence.

## Publications
- Pensées critiques sur les mathématiques, où l'on propose divers préjugés contre ces sciences à dessein d'en ébranler la certitude et de prouver qu'elles ont peu contribué à la perfection des beaux-arts (1733), lire en ligne sur Gallica
- Essai historique et philosophique sur le goût (1736), lire en ligne sur Gallica

## Pour approfondir